# Hércules (Händel)
Hércules (título original en inglés, Hercules, HWV 60) es un drama musical en tres actos con música de Georg Friedrich Händel, compuesto en julio y agosto de 1744. El libreto, en inglés, es obra del reverendo Thomas Broughton, y está basado en Las traquinias de Sófocles y en el Libro IX de Las metamorfosis, de Ovidio.

## Personajes
| Personaje                         | Tesitura     | Reparto del estreno 5 de enero de 1745    |
| --------------------------------- | ------------ | ----------------------------------------- |
| Hércules                          | bajo         | Thomas Reinhold                           |
| Deyanira, esposa de Hércules      | mezzosoprano | Miss Robinson                             |
| Íole, hija del rey de Ecalia      | soprano      | Élisabeth Duparc, llamada "La Francesina" |
| Hilo, hijo de Hércules y Deyanira | tenor        | John Beard                                |
| Licas, heraldo de Hércules        | contralto    | Susannah Maria Cibber                     |

## Historia de las representaciones

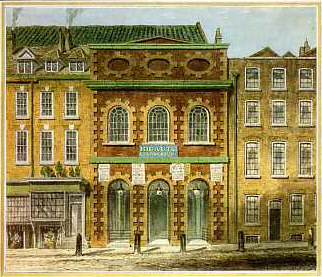
Her Majesty's Theatre, donde se realizó la primera representación de Hércules.

Hércules se estrenó en el King's Theatre de Londres el 5 de enero de 1745 en estilo de concierto. Hubo solo dos representaciones en la temporada original. El papel de Licas fue originariamente uno pequeño y para tenor, pero fue reescrito para tener más extensión, con seis arias, para Susannah Cibber, ella, sin embargo, estaba demasiado enferma para cantar en la primera noche, y la música o bien se omitió o se redistribuyó para aquella ocasión. Ella cantó en la segunda representación el 12 de enero, pero la música para el coro "Wanton God" y el aria "Cease, ruler of the day" nunca se dio en esta ópera: la posterior fue adaptada para el coro final de Theodora. La obra fue un fracaso total e hizo que Händel suspendiera la temporada. Hércules obtuvo otras tres representaciones, dos en 1749 y una en 1752, para la cual el papel de Lichas se eliminó por entero, y gran parte del resto de la música también se cortó.
Hércules fue originariamente representada en el teatro pero como un oratorio sin acción escénica. Se dice que esto contribuyó a su posterior abandono puesto que no hizo la transición a la iglesia y a la sala de conciertos con éxito. Su reposición por lo tanto aconteció a través de la revaluación en el contexto de presentación escénica, cuando fue aclamada por Romain Rolland, Henry Prunières, Paul Henry Lang y otros como una de las obras maestras supremas de su época.
La primera representación moderna tuvo lugar en Münster en 1925.

## Grabaciones
- 1968: Brian Priestman (dir.), con la Orquesta de la Radio de Viena: Louis Quilico[11] (Hércules), Maureen Forrester (Deyanira), Teresa Stich-Randall (Íole), Alexander Young (Hilo), Norma Lerer (Licas), Baruch Grabowski (un sacerdote), Gerhard Eder (un traquinio); Martin Isepp (clavecín). (RCA LP SER 5569-71)

- 1995: John Eliot Gardiner (dir.), con John Tomlinson.

- 2002: Marc Minkowski (dir.), con Anne Sofie von Otter y Gidon Saks.

### Partituras yE-Book
- Partitura de Hércules: ed. Friedrich Chrysander, Leipzig, 1859; en inglés y alemán.
  - Friedrich Chrysander (Karl Franz Friedrich Chrysander, 1826 – 1921): estudioso alemán, historiador de la música, editor y pionero de la musicología del s. XIX, conocido sobre todo por sus ediciones de obras de Händel.

- Partitura completa de Hércules (ed. Friedrich Crysander, Leipzig, 1859) en inglés y alemán en formato PDF del Proyecto Biblioteca Internacional de Partituras Musicales.

- Datos: Q380642